# بيتر كام
بيتر كام (بالصينية: 金培達) هو ملحن صيني، ولد في 1961 في هونغ كونغ في الصين.

## وصلات خارجية
- بيتر كام على موقع IMDb (الإنجليزية)
- بيتر كام على موقع ميوزك برينز (الإنجليزية)
- بيتر كام على موقع قاعدة بيانات الفيلم (الإنجليزية)